# ستاینووتسی
ستاینووتسی (به بلغاری: Staynovtsi) یک منطقهٔ مسکونی در بلغارستان است که در تریاونا واقع شده‌است.